# 穆蛺蝶屬
穆蛺蝶屬（學名：Moduza）是線蛺蝶亞科裡的一個屬。物種分佈於東南亞。